# Grève de Postes Canada 2024
La grève de 2024-2025 à Postes Canada est une grève en cours menée par les employés de Postes Canada, représentés par le Syndicat des travailleurs et travailleuses des postes (STTP). La grève du STTP débute le 15 novembre 2024, voit environ 55 000 employés de Postes Canada quitter le travail dans le but de faire pression sur l'organisation pour qu'elle négocie des salaires équitables, de meilleures conditions de sécurité, le maintien des régimes de retraite à prestations déterminées et l'élargissement des services postaux publics. Une suspension de la grève de 6 mois ordonnée par le gouvernement aura lieu afin d'évaluer la situation. Une nouvelle grève du temps supplémentaire prendra lieu en date du 22 mai 2025, d'une durée indéterminée.
Les négociations entre Postes Canada et le Syndicat des travailleurs et travailleuses des postes (STTP) débutent le 15 novembre 2023. Le 2 août 2024, le Syndicat des travailleurs et travailleuses des postes dépose une demande auprès du ministre fédéral du Travail pour demander à des conciliateurs de participer à la médiation.
Après une impasse persistante dans les négociations et une période de réflexion, le gouvernement du Canada nomme des médiateurs pour aider aux négociations qui, en fin de compte, échouent également. La grève nationale commence après que le STTP ait émis un avis de grève de 72 heures et que Postes Canada ait émis un avis de lock-out de 72 heures.
En novembre 2024, le STTP représente environ 55 000 travailleurs en grève. Sa liste de revendications comprend :
- des augmentations de salaires de 24 % sur quatre ans, qui, selon elle, permettront de maintenir les salaires au niveau de l'inflation ;
- des améliorations aux avantages sociaux collectifs, comme la couverture des traitements de fertilité et des soins d’affirmation de genre ;
- des protections améliorées contre le changement technologique ;
- améliorations apportées aux congés médicaux payés ;
- des périodes de repas et de repos rémunérées ;
- augmentation de prestations d'invalidité de courte durée[8],[9].

Postes Canada offre aux travailleurs des augmentations de salaire s'élevant à 11,5 % sur quatre ans ainsi que des congés payés plus longs.

## Impact
Service Canada retient l'envoi de 85 000 passeports en raison du conflit de travail à Postes Canada. Près de 137 000 voyageurs canadiens sont en attente de leur passeport.
Durant toute la période de grève nationale de Postes Canada, les colis ne sont «ni traités ni livrés», jusqu’à la reprise des activités. La grève touche particulièrement les petites et moyennes entreprises (PME), cette période de l'année représente 25 à 40 % de leur chiffre d’affaires. Le conflit de travail chez Postes Canada coûte en moyenne 76 millions de dollars par jour aux PME. Les alternatives à Postes Canada sont généralement beaucoup plus coûteuses. Des compagnies comme Purolator et UPS suspendent les livraisons de certains services d'expédition, surchargés en raison de la grève des postes.
La grève a un impact sur le Black Friday. Beaucoup accusent également les grévistes d'avoir « annulé Noël » en raison de la proximité de la grève avec les fêtes,,.
Le 28 novembre, Postes Canada met à pied temporairement certains employés en grève. Dans un avis envoyé aux membres, le STTP décrit les licenciements comme une « tactique de peur » destinée à intimider les membres du syndicat, faisant valoir qu'une telle action violerait le Code canadien du travail.
Le 29 novembre, Postes Canada demande aux services postaux de tous les autres pays, y compris le service postal des États-Unis, de cesser d'accepter ou d'envoyer du courrier au Canada, car ce courrier reste non traité dans des conteneurs sécurisés depuis le 15 novembre et ne peut être livré ni même scanné en raison de la grève.
Le 1er décembre, Postes Canada présente un « cadre » au Syndicat des travailleurs et travailleuses des postes (STTP) afin de mettre fin à la grève. Le STTP indique sur son site Web que ses négociateurs examinent actuellement les documents-cadres.

## Retour au travail
Malgré l'absence de progrès dans les négociations, le ministre du Travail, Steven MacKinnon demande au Conseil canadien des relations industrielles d'ordonner aux 55 000 employés en grève de retourner au travail après avoir estimé qu'une entente ne serait pas possible avant la fin de l'année. Le Conseil canadien des relations industrielles (CCRI) décide de forcer le retour au travail du personnel à compter du mardi 17 décembre à 8 h.
Le gouvernement décide de nommer une commission d'enquête industrielle chargée d'examiner la problématique des négociations et de formuler des recommandations d'ici le 15 mai 2025 dans le but de finaliser une nouvelle entente. Cette décision est perçue comme une pause au milieu des négociations. Même si les négociations ne sont pas finalisées, les deux parties conviennent d'une augmentation de salaire. Postes Canada offre tout de même à ses employés une augmentation de salaire immédiate de 5 %, dont une partie sera versée avant Noël.

## Reprise de negotiations 2025
En avril 2025, les deux parties ont convenu de reprendre les négociations avec l'aide d'un médiateur. En dépit des négociations, les parties ne sont pas parvenues à un nouvel accord. Si aucun accord n'est conclu d'ici le 22 mai, une grève pourrait commencer dès le 22 mai 2025.